# 托普湖 (普里亞任斯基區)
61°32′22″N 33°11′42″E / 61.53944°N 33.19500°E
托普湖（俄语：Топозеро），是俄羅斯的湖泊，位於該國西北部，由卡累利阿共和國負責管轄，長9.1公里、寬2.5公里，面積6.2平方公里，湖岸線長度35.1公里，集水區面積65.6平方公里，海拔高度151.7米，平均水深10米，最大水深35米。